# دزد هویت
دزد هویت (به انگلیسی: Identity Thief) فیلم کمدی آمریکایی، محصول سال ۲۰۱۳ و به کارگردانی ست گوردون می‌باشد. یونیورسال استودیوز مسئول توزیع ان را بر عهده داشته. این فیلم در تاریخ ۸ فوریه ۲۰۱۳ عرضه شد.

## داستان
سندی پترسون (جیسون بیتمن) در محل کارش با تلفنی مواجه می‌شود. در پشت خط زنی (ملیسا مک‌کارتی) ادعا می‌کند که اطلاعات هویتی سندی دزدیده شده و در رابطه با خدمات محافظت از هویت اشخاص به او توضیح می‌دهد و از او درخواست اطلاعات شخصیش را می‌کند. سندی نمی‌داند که با این اطلاعات، هویت وی تازه قرار است به راستی ربوده شود…

## بازیگران
| بازیگر            | نقش           |
| ----------------- | ------------- |
| جیسون بیتمن       | سندی پترسون   |
| ملیسا مک‌کارتی     | دایانا        |
| جان فاورو         | هارولد کورنیش |
| آماندا پیت        | تریش          |
| جنسیس رودریگز     | مریسل         |
| تی آی             | جولیان        |
| اریک استون استریت | بیگ چاک       |

## انتشار
در ابتدا قرار بود این فیلم در تاریخ ۱۰ می ۲۰۱۲ عرضه شود که بعدها با کمی تغییر، در ۸ فوریه ۲۰۱۳ عرضه شد.

## فروش
در اولین هفته از عرضه فیلم، دزد هویت با فروش ۳۴٫۵ میلیون دلاری توانست رتبه اول باکس‌آفیس را از آن خود کرد. در دومین هفته با فروش ۲۷ میلیون دلاری به جایگاه دوم نزول پیدا کرد. در هفته سوم با فروش بالا مجدداً توانست جایگاه نخست را بدست آورد.

## پیوند
دزد هویت در بانک اطلاعات اینترنتی فیلم‌ها